# Babięta
Babięta (deutsch Babienten, 1938–1945 Babenten) ist ein Dorf in der polnischen Woiwodschaft Ermland-Masuren. Es gehört zur Landgemeinde Piecki (deutsch Peitschendorf) im Powiat Mrągowski (Kreis Sensburg).

## Geographische Lage
Babięta liegt am Babienter Fließ (1938–1945 Babenter Fließ, polnisch Babięcka Struga) in der südlichen Mitte der Woiwodschaft Ermland-Masuren, 22 Kilometer südlich der Kreisstadt Mrągowo (deutsch Sensburg).

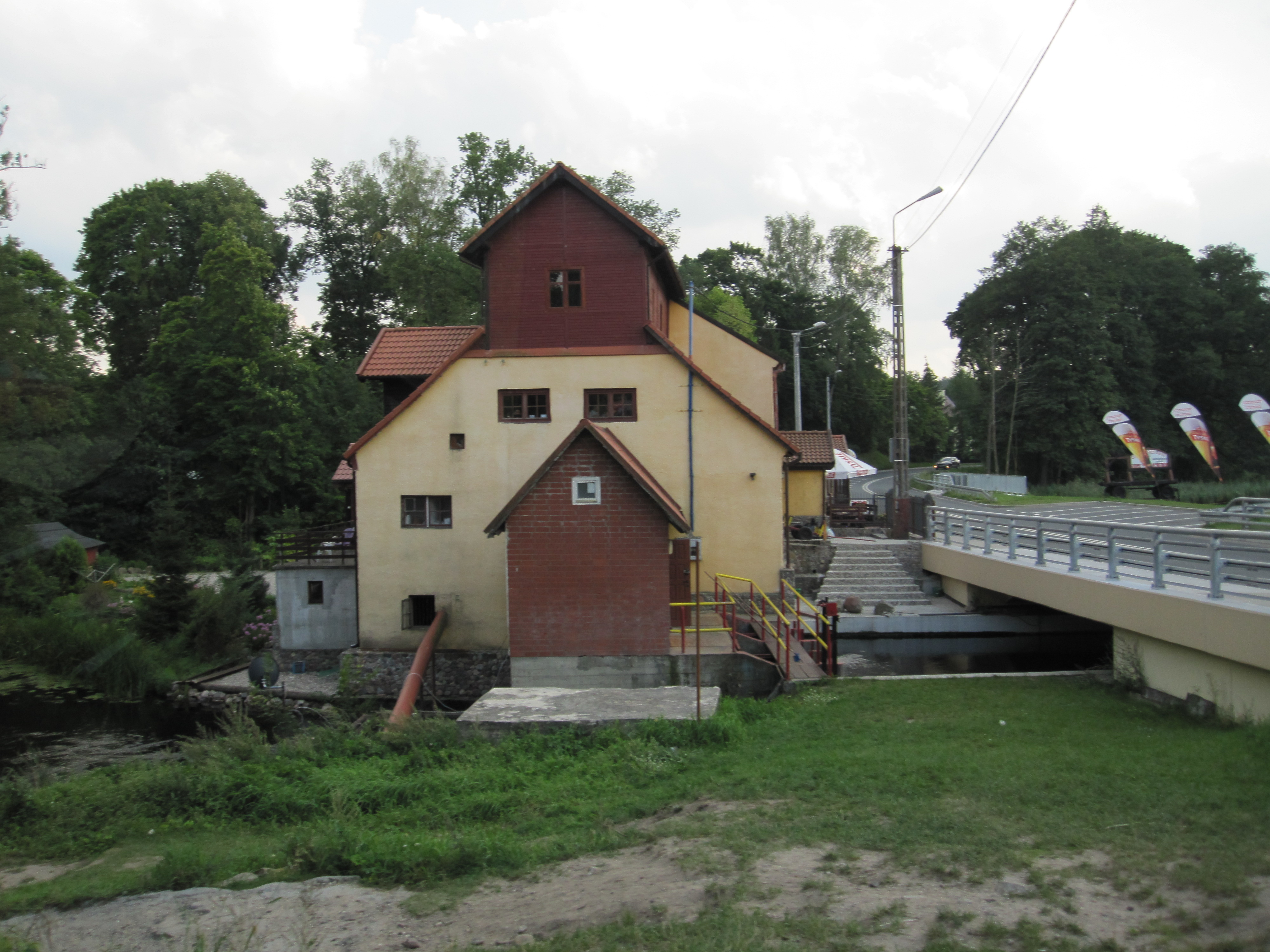
Die Mühle in Babięta

## Geschichte
Zu dem um 1785 Babjenten und bis 1938 Babienten genannten Dorf gehörte bis 1945 eine Försterei, die fünfhundert Meter südwestlich des Dores lag und dem Staatsforst Ratzeburg (polnisch Racibórz) eingegliedert war. Im Jahr 1651 wurde die Wassermühle Babienten in einer Amtsrechnung erwähnt.
Von 1874 bis 1945 war Babienten Teil des Amtsbezirks Kelbonken (polnisch Stare Kiełbonki), der – 1938 umbenannt in Amtsbezirk Kelbunken – zum Kreis Sensburg im Regierungsbezirk Gumbinnen (ab 1905 Regierungsbezirk Allenstein) in der preußischen Provinz Ostpreußen gehörte.
Aufgrund der Bestimmungen des Versailler Vertrags stimmte die Bevölkerung im Abstimmungsgebiet Allenstein, zu dem Babienten gehörte, am 11. Juli 1920 über die weitere staatliche Zugehörigkeit zu Ostpreußen (und damit zu Deutschland) oder den Anschluss an Polen ab. In Babienten stimmten 300 Einwohner für den Verbleib bei Ostpreußen, auf Polen entfielen keine Stimmen.
Am 3. Juni (amtlich bestätigt am 16. Juli) 1938 wurde die Namensschreibweise von Babienten in Babenten geändert.
In Kriegsfolge kam das Dorf 1945 mit dem gesamten südlichen Ostpreußen zu Polen und erhielt die polnische Namensform Babięta. Heute ist es Sitz eines Schulzenamtes (polnisch Sołectwo) und somit eine Ortschaft im Verbund der Landgemeinde Piecki (Peitschendorf) im Powiat Mrągowski (Kreis Sensburg), bis 1998 der Woiwodschaft Olsztyn, seither der Woiwodschaft Ermland-Masuren zugehörig.

### Einwohnerzahlen

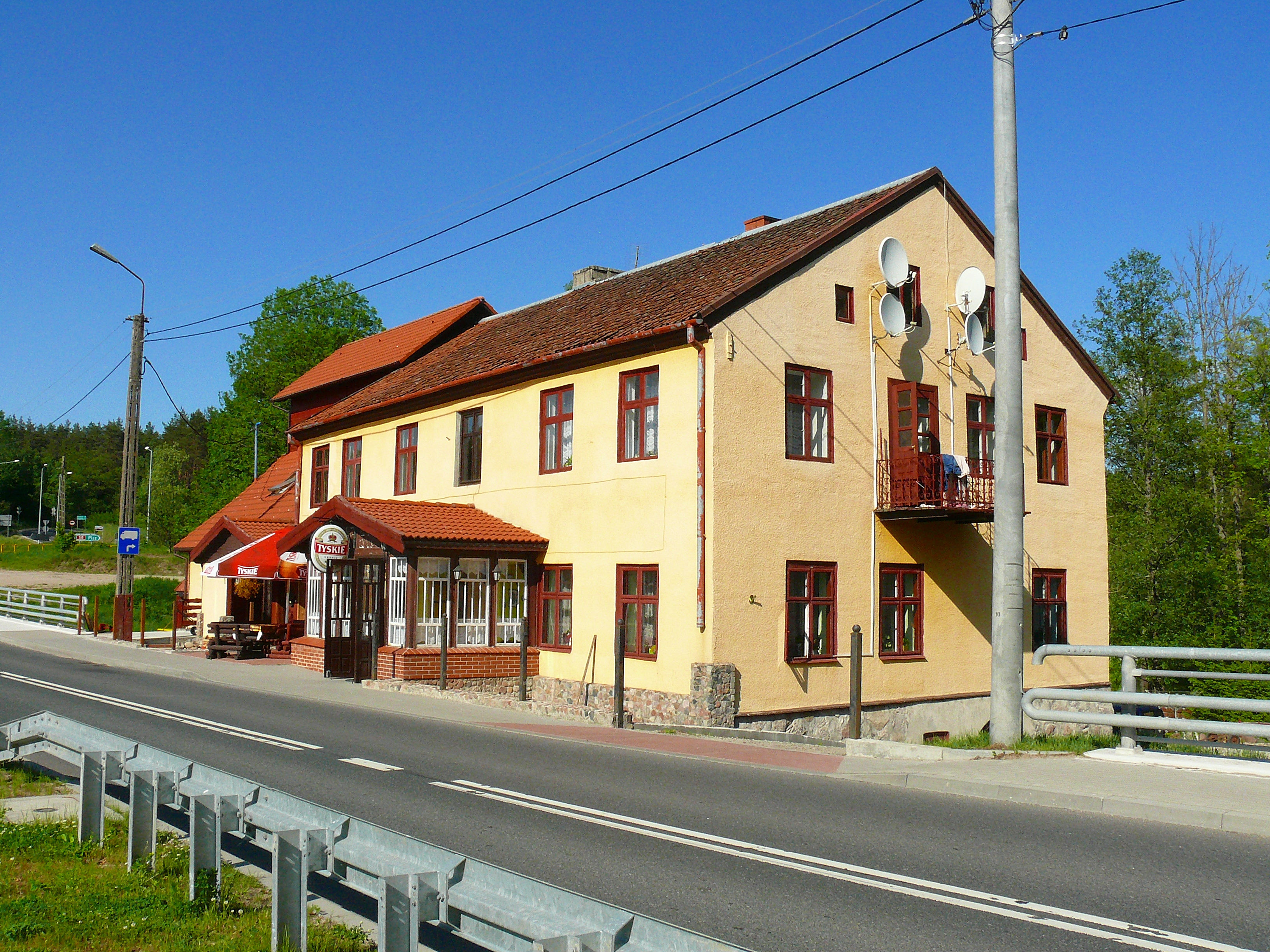
Gasthaus an der Mühle in Babięta

| Jahr | Anzahl |
| ---- | ------ |
| 1818 | 155    |
| 1839 | 256    |
| 1871 | 365    |
| 1885 | 426    |
| 1898 | 410    |
| 1905 | 476    |
| 1910 | 469    |
| 1933 | 359    |
| 1939 | 342    |
| 2011 | 145    |

## Kirche
Bis 1945 war Babienten bzw. Babenten in die evangelische Kirche Aweyden in der Kirchenprovinz Ostpreußen der Evangelischen Kirche der Altpreußischen Union sowie in die katholische St.-Adalbert-Kirche Sensburg im damaligen Bistum Ermland eingepfarrt.
Heute gehört Babięta zur evangelischen Kirchengemeinde Nawiady, einer Filialgemeinde der Pfarrei Mrągowo in der Diözese Masuren der Evangelisch-Augsburgischen Kirche in Polen, außerdem zur katholischen Pfarrei Nawiady im jetzigen Erzbistum Ermland in der polnischen katholischen Kirche.

## „Tatarische Wanderroute“
Ein beliebter Wanderweg ist die Tatarische Wanderroute, die als markierter Weg von Szczytno (deutsch Ortelsburg) entlang des Markshöfer Sees (1938–1945 Marxöwer See, polnisch Jezioro Marksoby) und über Krawno (deutsch 1938–1945 Kaddig) bis nach Babięta führt und dabei der Spur der Tataren folgt, die 1656 in das südliche Masuren einfielen.

## Verkehr
Babięta liegt an der verkehrstechnisch bedeutenden Landesstraße 58, die durch die südliche Woiwodschaft Ermland-Masuren bis in die Woiwodschaft Podlachien führt. In Babięta mündet die von der Landesstraße 59 bei Nawiady (Aweyden) herkommende Woiwodschaftsstraße 601 in die Landesstraße 58. Eine Nebenstraße verbindet das Dorf mit der nordwestlichen Ortsregion.
Eine Anbindung an das Schienennetz besteht nicht.
Der nächste internationale Flughafen befindet sich in Danzig. Südlich des Dorfs Babięta befindet sich ein Sonderlandeplatz für motorgetriebene Luftfahrzeuge, der „Lądowisko Babięta“.